# Carlos Martínez Rivas
Carlos Martínez Rivas (Ciudad de Guatemala, 12 de octubre de 1924-Managua, 16 de junio de 1998) fue un poeta nicaragüense.

## Biografía
Nació el 12 de octubre de 1924 en Guatemala, donde su padre se encontraba trabajando. Hijo del matrimonio nicaragüense conformado por Félix Pedro Martínez Leclair y Berta Rivas Novoa, Carlos Martínez Rivas comenzó a escribir desde muy joven. Con tan solo dieciséis años obtuvo el Premio Nacional de Poesía. Cursó estudios de bachillerato en Granada en el Colegio Centroamérica de los sacerdotes jesuitas. Su poema El paraíso recobrado (Cuadernos del Taller San Lucas, 1943) obtuvo un inmediato reconocimiento y supuso la consagración definitiva del poeta.
Tras terminar el bachillerato, se trasladó a Madrid para cursar estudios de Filosofía y letras. En 1947 publica el sorprendente poema Canto fúnebre a la muerte de Joaquín Pasos, en honor a su amigo y poeta, muerto a muy joven edad. En 1953 publica en México su obra más importante, La insurrección solitaria, que es además su último libro publicado.
Trabajó para el servicio diplomático nicaragüense en Roma y Madrid (1964-1971). Residió en París (1948-1951), en Los Ángeles, California (1954-1964) y San José de Costa Rica (1971-1977). A principios de febrero de 1977 se trasladó de nuevo a Nicaragua donde dirige por dos años el suplemento cultural Mosaico, del diario "Novedades". Desde 1977-1983 residió en el INTECNA de Granada (antiguo Colegio Centroamérica). Luego se estableció definitivamente en Managua (Altamira D'Este 2a etapa No.8), donde cuidó con celo su decisión de permanecer solitario. En 1984 obtuvo el Premio nacional Rubén Darío, con el libro Infierno de cielo, que no permitió en vida que fuese publicado.
Tuvo a su cargo una cátedra con su nombre en la Universidad Nacional Autónoma de Nicaragua (1991 y 1993), donde expuso sus trabajos críticos sobre literatura y artes plásticas.
Falleció el 16 de junio de 1998 en el Hospital Bautista de Managua. (Se desconoce su causa de fallecimiento)
Su poesía, de originalidad, sobriedad, consistencia, preciso dominio del idioma, rechazo deliberado a la impostura del «vasto mundo plástico, supermodelado y vacío», imaginación y belleza sin par en la literatura nicaragüense, es sólo comparable con la de Rubén Darío o Salomón de la Selva. El sentido y sensibilidad poética de la obra de Carlos Martínez Rivas ha merecido permanente admiración y respeto y ha sido objeto de diversos y rigurosos juicios críticos en los que se atribuyen a su genialidad poética una notable influencia y magisterio en la poesía hispanoamericana y castellana.
En 2007, bajo el título Poesía reunida, se publica su obra poética, compilada, reordenada y anotada por el poeta Pablo Centeno-Gómez, que incluye su libro inédito Allegro irato.
Su poema Smaragdos Margara fue musicalizado por el artista nicaragüenese Salvador Cardenal.

## Obras
- El paraíso recobrado, Granada, Nicaragua. Ediciones del Taller San Lucas,1943.
- La insurrección solitaria, México D.F., Editorial Guarania. Colección Netzahualtcóyotl,1953.
- La insurrección solitaria (incluye El Paraíso Recobrado), San José, Costa Rica. Editorial Universitaria Centroamericana, EDUCA. Colección Séptimo día, 1973.
- La insurrección solitaria, Managua, Editorial Nueva Nicaragua, Colección Letras de Nicaragua, 1982.
- La Insurrección Solitaria seguida de Varia, México D.F., Editorial Vuelta, 1994.
- La insurrección solitaria y Varia, Madrid, España. Colección Visor de Poesía, 1997.
- Infierno de Cielo y antes y después. (Póstumo, fragmento de Allegro Irato), Managua, Nicaragua. Nuevo Signo. Fondo Editorial INC, 1999.
- Poesía Reunida, Managua, Ediciones Anama, 2007. (Póstumo/ Compilación, Reordenamiento, Introducción, Notas y Bibliografía de Pablo Centeno-Gómez; incluye casi toda su obra poética que, por voluntad de Carlos Martínez Rivas, había permanecido inédita desde La insurrección solitaria).
- Como toca un ciego el sueño, Ediciones Anama, 2012. (Póstumo/ Antología poética compilada y prologada por Pablo Centeno-Gómez).